# Конференція поневолених народів Східної Європи та Азії
Перша конференція поневолених народів Сходу Європи та Азії , 21-22 листопада 1943 — зустріч членів  Української повстанської армії, що представляли різні народи СРСР, скликана з ініціативи керівництва УПА — ОУНР з метою формування націоналістичних рухів на території СРСР і об'єднання їх зусиль в боротьбі зі спільним ворогом — російським комунізмом.

## Передісторія
У 1943 році у керівництва УПА — ОУН зароджується ідея об'єднатися в боротьбі проти спільного ворога з іншими націоналістичними силами на території СРСР.
У червні 1943 командування УПА звертається до представників народів Туркестану, Уралу, Поволжя та Сибіру із закликом вступати в контакти з УПА, переходити зі зброєю в руках на її бік і піднімати «спільну боротьбу з імперіалістичними хижаками» — Москвою і Берліном, які "сперечаються між собою про те, кому з них Вас грабувати ". На думку керівництва УПА, саме зараз, коли протиборчі сторони максимально ослаблені, «наступає період національних революцій», який «народи Європи і Азії повинні використовувати для вигнання імперіалістів зі своїх територій і відновлення національних самостійних держав».

## Конференція

Шухевич Р. на Конференції поневолених народів

21-22 листопада 1943 за ініціативою ОУН на Рівненщині в умовах найсуворішої конспірації проводиться Конференція поневолених народів Сходу Європи і Азії, на яку зібралися члени УПА — 39 представників 13 народів, «поневолених радянською імперією» — 6 грузинів на чолі з «Карлом», 6 азербайджанців (голова делегації «Фізуль»), 5 узбеків («Шимрат»), 4 вірменина («Антрант»), 4 татарина («Тукай»), 2 білоруси («Дружній»), 2 осетини («Арам»), казах («Дежкман»), черкес («Джигіт»), кабардинець («Баксан»), чуваш («Скворцов»), башкир («Кагарман») і 5 українців — представників керівництва УПА — ОУН: член Бюро Головного Проводу ОУН Ростислав Волошин, член Головного Проводу ОУН Яків Бусел , референт пропаганди  крайового проводу ОУН ПівдСУЗ (Південно-східних українських земель) у Дніпропетровську Омелян Логуш, перший головнокомандувач УПА Дмитро Клячківський і діяч ОУН Катерина Мешко. 
Крім офіційних делегатів на конференцію прибув також головнокомандувач УПА Роман Шухевич. Головував на конференції Ростислав Волошин.
Місцем проведення конференції стало село Будераж в Здолбунівському районі Рівненщини, на території, контрольованій відділами УПА під командуванням Петра Олійника («Енея»). З метою забезпечення безпеки учасників і особливо високопоставлених представників ОУН і УПА була запущена дезінформація про те, що зустріч відбудеться в лісах Житомирщини.
Учасники прийняли Постанову і Відозву, в яких, зокрема, заявили про необхідність «створення спільного комітету народів Східної Європи і Азії, який буде координувати всі національно-революційні сили цих народів, виробить єдину лінію боротьби зі спільним ворогом, єдину тактику боротьби та у відповідний момент кине клич до одночасного повстання всіх поневолених народів».
На конференції було сформовано Комітет поневолених народів, в чиї функції входило формування національних повстанських армій, об'єднання та організація національно-політичних сил в місцях їх проживання, а також на землі України, куди війна їх закинула. 
Ідеї, висунуті на конференції, знайшли своє втілення і розвиток у створенні  Антибільшовицького блоку народів.